# Pierre Rivière (médecin)
Pour les articles homonymes, voir Pierre Rivière et Rivière (homonymie).
Pierre Rivière, médecin et apothicaire français, mort vers 1542. Il a aussi traduit La Nef des fous de Sébastien Brant en français en 1497 à Paris (La nef des folz du monde).
Il aurait été un des disciples du fameux Nostradamus. Son état d'apothicaire a pu le mettre en rapport avec ce personnage, qui, obligé de quitter Agen, est parti à Port-Sainte-Marie continuer l'exercice de la médecine. Accusé d'hérésie à Bordeaux en 1542, il disparaît.

## Source bibliographique
- John Grand-Carteret, L'Histoire, la vie, les mœurs et la curiosité par l'Image, le Pamphlet et le document (1450-1900), Librairie de la curiosité et des beaux-arts, 1927 [détail des éditions]